# Лађанска
Лађанска је насељено место у саставу града Нашица у Осјечко-барањској жупанији, Република Хрватска.

## Историја
До територијалне реорганизације у Хрватској налазила се у саставу старе општине Нашице.

## Становништво
На попису становништва 2011. године, Лађанска је имала 302 становника.
Већина становника доселила се после Другог светског рата из Загорја и Босанске Посавине.

## Попис1991.
На попису становништва 1991. године, насељено место Лађанска је имало 408 становника, следећег националног састава:
| Попис 1991.‍ | Попис 1991.‍ | Попис 1991.‍ | Попис 1991.‍ | Попис 1991.‍ |
| ----------- | ----------- | ----------- | ----------- | ----------- |
|             |             |             |             |             |
| Хрвати      | Хрвати      |             | 394         | 96,56%      |
| непознато   | непознато   |             | 14          | 3,43%       |
| укупно: 408 |             |             |             |             |